# Carvalhido
Carvalhido és un barri i una parròquia en la confluència de les freguesies de Cedofeita, Paranhos i Ramalde, a la ciutat de Porto, a Portugal. Comprèn hui una vasta àrea urbana, però, en temps no gaire reculats, era un suburbi típicament rural, als marges de l'antiga carretera cap a Vila do Conde i cap a Galícia, part del camí portugués de Sant Jaume.

## Història
Carvalhido deu el nom a la concentració de boscs de quercus. No sabem de quan en prové el topònim, però era un conjunt de propietats rústiques amb la Misericòrdia de Porto, pertanyent a la família Noronhas, de la veïna Quinta da Prelada, i així el trobem denominat en una carta de demarcació amb el veí Casal das Vendas, al 1638.
El 18 de juny de 1692 la Misericòrdia establí el terme de Carvalhido a Garcia Martins de Mesquita i Noronha, com a successor del seu pare Bartolomeu Martins de Mesquita i Noronha i Manuel Martins de Mesquita i Noronha.
Data de 1738 la construcció de la creu do Senhor do Padrão que saluda els viatgers que seguien el camí cap al nord, cap a Santiago de Compostel·la. D'altra banda, la capella de Carvalhido s'esmenta per primera vegada al registre parroquial de Sant Ildefons de 1760. Tenia com a patrona Nossa Senhora da Anunciação i l'Esperit Sant.
El llogaret de Carvalhido sorgeix en la "Planta de les Línies del Port", del coronel Arbués Moreira, de 1833, a propòsit de les posicions de lliberals i absolutistes durant el setge de Porto. I va ser precisament en honor dels hostes de Pere I del Brasil que la Cambra Municipal de Porto, en sessió del 28 d'octubre de 1835, decretà que la plaça de Carvalhido es denominàs plaça de l'Exèrcit Alliberador.
En l'inventari fet al 1904, a la mort de Francisco de Noronha i Meneses, de Prelada, es descriu el Casal de Carvalhido, amb les seues cases adossades, paller, i el carrer de Prelada dos Castelos i carrer particular, de l'est amb el carrer Nou de Paranhos, i s'avaluà en nou contos (9.000.000) de rals. Aquest carrer Nou de Paranhos és l'actual carrer de Carvalhido.
La Parròquia del Cor de Jesús de Carvalhido la creà el bisbe de Porto, António Augusto de Castro Meireles, el 24 de desembre de 1940.
Inserida en aquesta zona geogràfica i en el, antany, punt més alt de la ciutat de Porto (en l'antic carrer de Nogueira, hui carrer del Pare José Pacheco do Monte) hi ha la Comunitat de Monte Pedral.
El 2017, hi va sorgir un moviment polític denominat MIRC - Moviment Independentista Revolucionari de Carvalhido, que defensa la creació d'una freguesia a Carvalhido, que deixe de pertànyer a la de Cedofeita, Paranhos i Ramalde. Es desconeixen, però, accions concretes d'aquesta organització.

## Galeria d'imatges

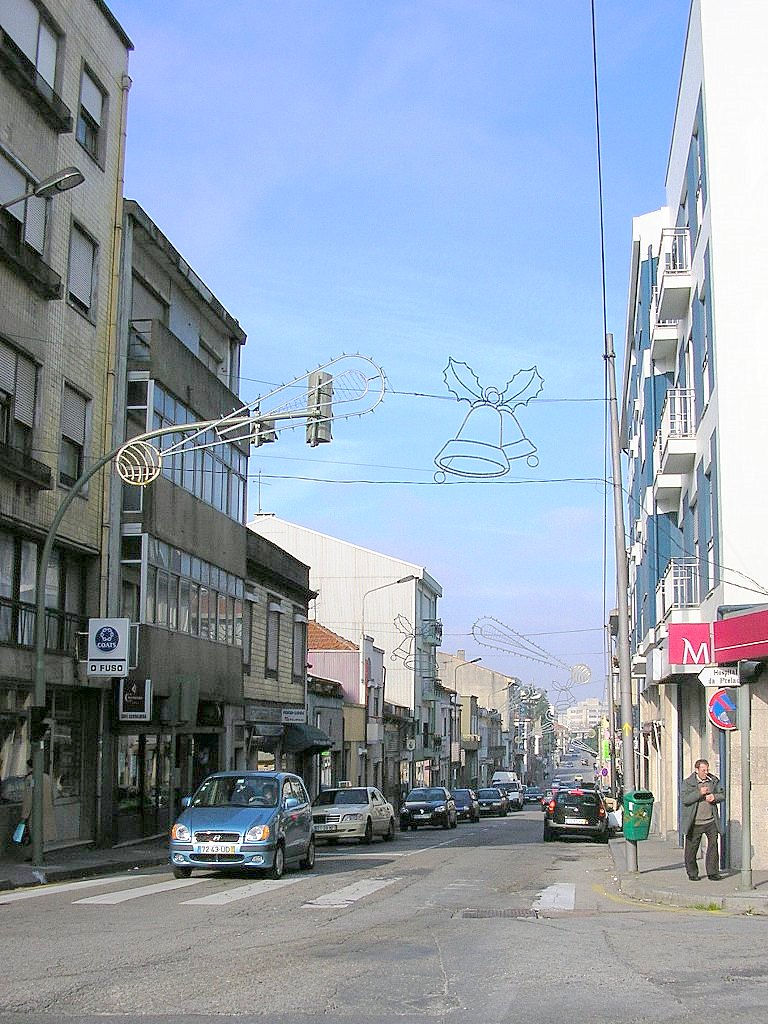
Carrer de Carvalhido, en direcció nord
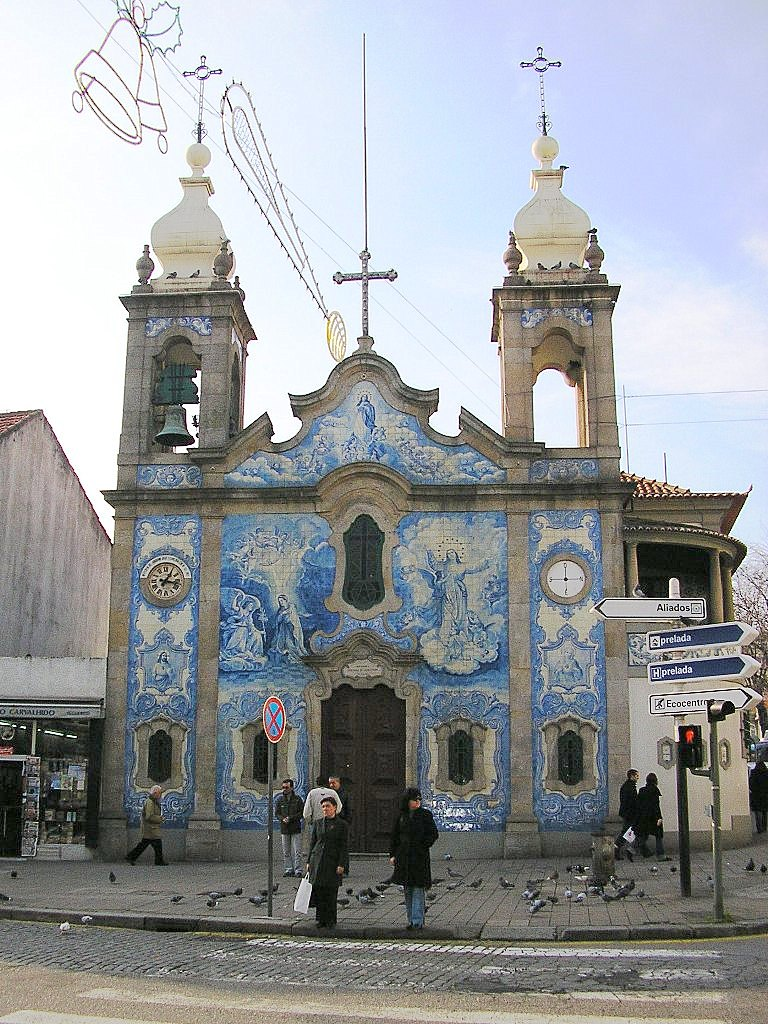
Antiga església parroquial
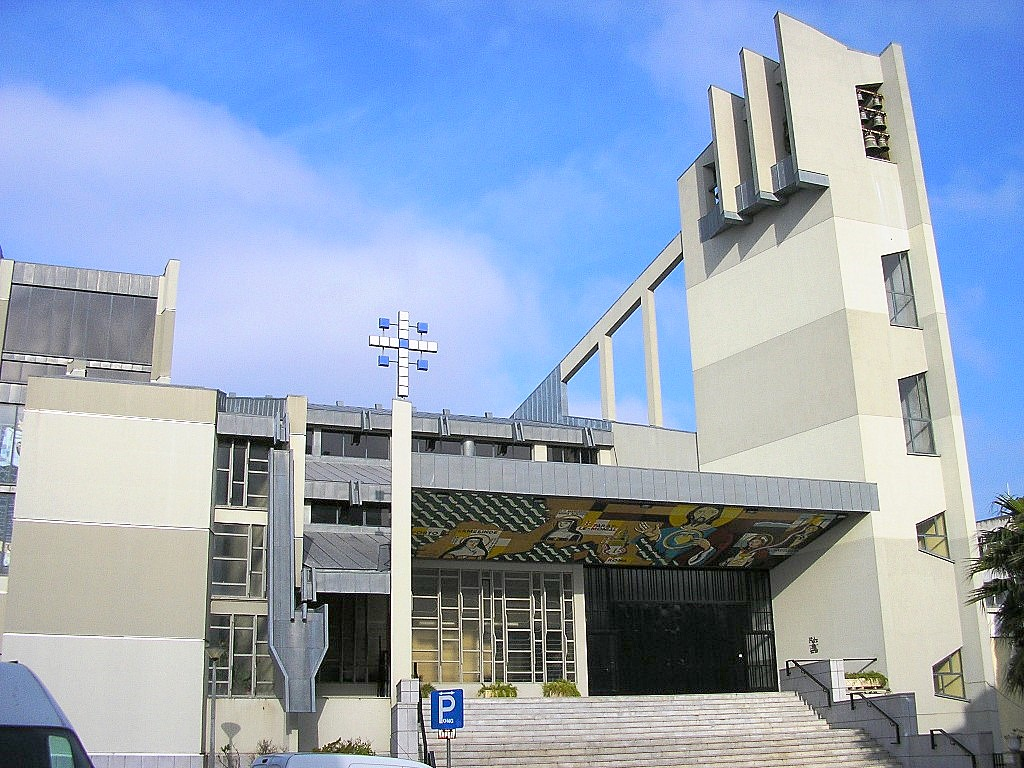
Nova església parroquial
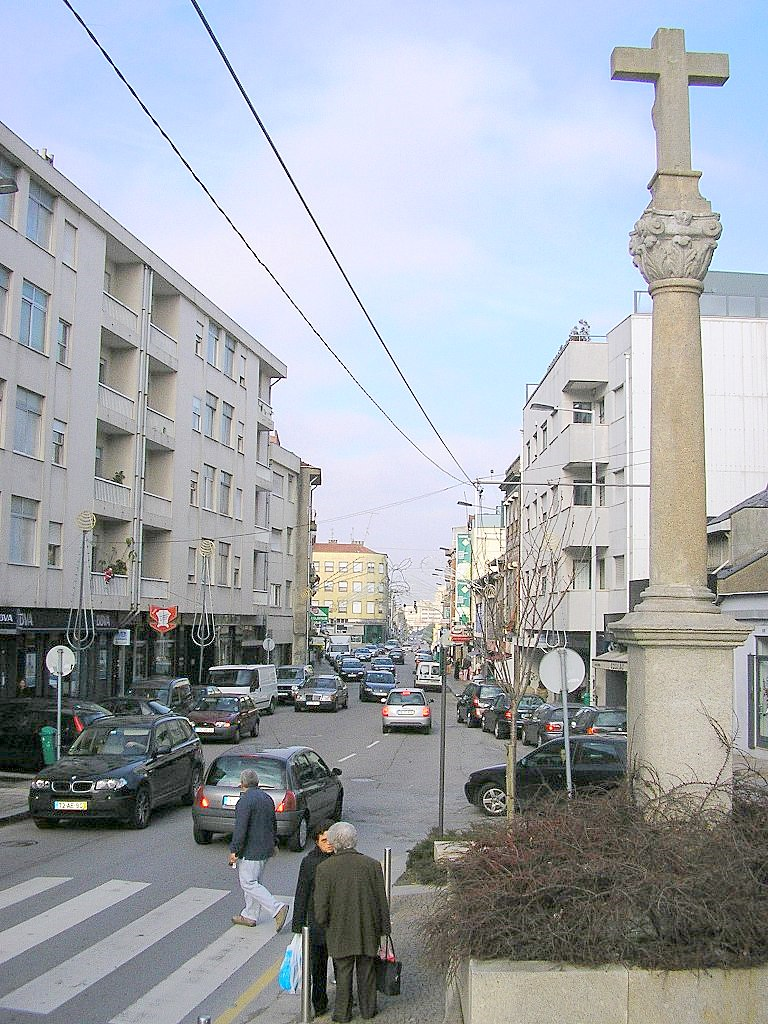
Creu del Senhor do Padrão, vista des del nord
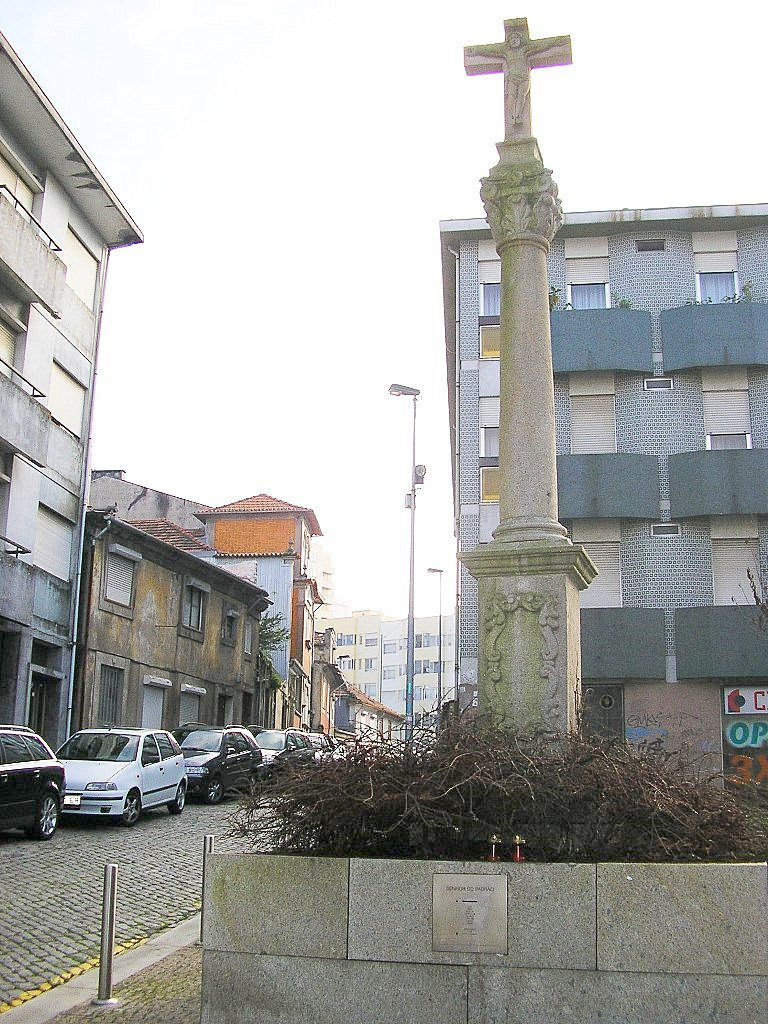
Creu del Senhor do Padrão, vista des del sud